# The Tower (film 2018)
The Tower (Tårnet) è un film d'animazione del 2018 diretto da Mats Grorud.
Attraverso il racconto familiare di una bambina rifugiata, il film, opera prima del regista norvegese Grorud, permette di conoscere la storia della Palestina a partire dall'esodo del 1948.

## Trama
Wardi è una bambina palestinese di 11 anni che vive nel campo profughi di Burj El Barajneh, in Libano. Un giorno, viene improvvisamente resa consapevole della precarietà della vita quando il suo amato bisnonno Sidi decide di darle la chiave che porta al collo. Una decisione che alcuni vicini vedono come una perdita di speranza e che spinge Wardi a porsi delle domande sulla sua famiglia. Un'indagine ingenua e insistente che le permetterà di scoprire la storia del suo paese di origine, dall'inizio dell'esodo del 1948 in Galilea, e chiarire comportamenti che aleggiano tra una speranza di ritorno e la disperazione dei rifugiati.

## Produzione
Il film si basa sulle testimonianze raccolte dal regista durante i suoi viaggi in Palestina e in Libano. Il suo interesse per questo popolo iniziò negli anni 80. Da bambino trascorse un anno in Cairo e visitò Gaza. Sua madre, un'infermiera norvegese, lavorava nei campi profughi e gli mostrava le foto dei bambini costretti a vivere in condizioni di estrema povertà e con la paura della guerra.
Il film combina tecniche Passo uno e di animazione 2d, usata nei flashback storici. La scelta è principalmente dovuta al basso budget di produzione. Il lavoro è stato diviso fra Norvegia (storia, storyboard, montaggio), Svezia (suono) e Francia (animazione, musica, composizione, color grading).

## Colonna sonora
La colonna sonora è stata affidata al francese Nathanaël Bergèse.
1. Camp's Theme Opening – 1:16
2. Camp's Theme, Pt. 1 – 1:22
3. Camp's Theme, Pt. 3 – 0:29
4. Home's Theme, Pt. 1 – 1:06
5. Nakba – 2:41
6. Camp's Growing – 0:54
7. The Key – 0:33
8. Breaking News – 0:37
9. Pictures on Tv – 0:26
10. Let Me Come – 0:44
11. Kiss My Shoes – 0:19
12. Red Sun – 1:02
13. Revolution – 0:37
14. Back Home – 3:08
15. Some Sand – 0:48
16. In the Cave – 2:27
17. Home's Vision – 1:10
18. Old Pictures – 1:30
19. In the Basement – 0:58
20. Pigeons Boy – 0:45
21. Untitled – 0:50
22. Home's Theme, Pt. 2 – 1:00
23. Wardi – 2:23
24. End Song (con Dima Bawab e Youssef Hbeisch) – 2:44
25. The Tower Credits – 1:55

## Distribuzione
Il film è stato presentato in prima mondiale fuori concorso al quarantaduesimo Festival internazionale del film d'animazione di Annecy. Successivamente è stato selezionato in numerosi festival internazionali. È uscito nelle sale cinematografiche norvegesi il 30 novembre 2018, seguito dalla Francia, il 27 febbraio 2019 con il titolo Wardi.
Nel 2019, il regista è tornato nei luoghi che hanno reso possibile il film e ha organizzato proiezioni speciali per i bambini dei campi.

## Riconoscimenti
- 2018: Cairo International Film Festival – Canditatura per il miglior film e miglior montaggio
- 2018: Emilie Awards (Francia) – Canditatura per il miglior suono
- 2018: Oslo Films from the South Festival – Candidatura al migliore film
- 2019: Chicago International Children's Film Festival – Miglior film d'animazione e Premio della Pace Liv Ullmann[3]
- 2019: MONSTRA Lisbon Animated Film Festival – Miglior colonna sonora e Premio Speciale di giuria
- 2019: IMAGINARIA Animated Film Festival – Premio Speciale di giuria
- 2019: Premio Amanda (Norvegia) – Candidatura al migliore film e al miglior montaggio
- 2020: Lumiere Awards (Francia) – Candidatura al migliore film d'animazione